# Comuna Bokîiivka, Volociîsk
Bokîiivka (în ucraineană Бокиївка) este o comună în raionul Volociîsk, regiunea Hmelnîțkîi, Ucraina, formată din satele Bokîiivka (reședința), Dzelenți și Medvedivka.

## Demografie
Componența lingvistică a comunei Bokîiivka
     Ucraineană (99,12%)
     Alte limbi (0,88%)
Conform recensământului din 2001, majoritatea populației comunei Bokîiivka era vorbitoare de ucraineană (99,12%), existând în minoritate și vorbitori de alte limbi.